# 格呂布爾峰
47°9′27″N 11°41′35″E / 47.15750°N 11.69306°E

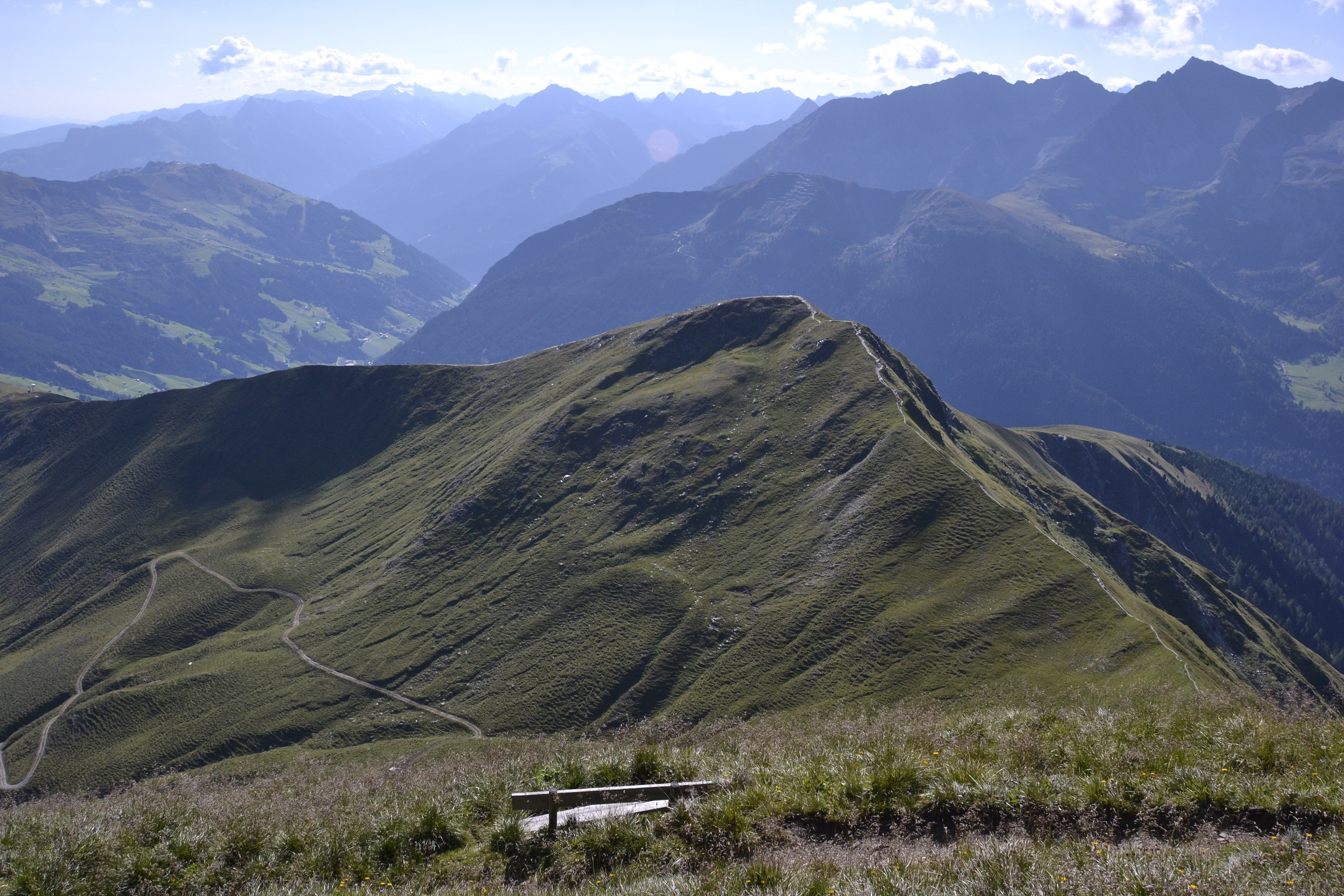

格呂布爾峰（德語：Grüblspitze），是奧地利的山峰，位於該國西部，由蒂羅爾州負責管轄，屬於圖克斯山的一部分，海拔高度2,395米，每年平均降雨量1,806毫米。